# Aya Ben Ron
Aya Ben Ron (en hébreu : איה בן רון; née en 1967 à Haifa, Israël) est une artiste multidisciplinaire connue pour ses projets, installations et vidéos spécifiques à des sites qui explorent la prestation de soins et l’éthique médicale. Ben Ron vit et travaille à Tel-Aviv, en Israël. Elle est professeure à la School of the Arts de l'Université d'Haïfa . 

## Biographie
Aya Ben Ron a obtenu son baccalauréat en beaux-arts de la faculté des arts de HaMidrasha en 1991 et son baccalauréat en beaux-arts de la Goldsmiths de l'Université de Londres en 1999. Elle est professeure à l'École des arts du département des beaux-arts de l'Université d'Haïfa et enseigne également au département de la communication photographique du Hadassah Academic College.  

## Travail
Les œuvres de Ben Ron s'intéressent aux représentations visuelles du monde médical, examinant les maladies, les traumatismes mentaux et physiques, ainsi que l'éthique médicale. Ses collaborations avec des établissements médicaux et des hôpitaux incluent notamment le Wellcome Trust, le musée de l'histoire de la médecine de l'hôpital de la Charité de Berlin et le Máxima Medisch Centrum aux Pays-Bas. 
Ses œuvres ont notamment été exposées à la Biennale de Pusan, en Corée du Sud, au Musée d'Israël à Jérusalem, au musée d'art moderne de Varsovie en Pologne, au Hamburger Bahnhof de Berlin, au Centre israélien d'art numérique de Holon, au Musée d'art contemporain d'Herzliya, au Fotomuseum de Winterthur en Suisse. En 2015, elle lance Front, une plateforme en ligne. 
Elle est choisie pour représenter Israël à la 58e exposition internationale d'art à la Biennale de Venise, en 2019, où elle a créé son œuvre Hôpital de campagne X, reconstitution des divers protocoles d'une clinique. 

## Prix et récompenses
- Prix 2016 en 2005 d'encouragement à la créativité, Ministère de la culture et des sports d'Israël.
- Prix Dizengoff 2011, municipalité de Tel Aviv-Jaffa, Israël.
- 2010 : Projets spéciaux dans l'art, Fondation Yehoshua Rabinovich, Tel Aviv, Israël.
- Prix Isracard et Musée d'art de Tel Aviv 2009 pour un artiste israélien, Tel Aviv, Israël.
- 2008 : Prix du ministre de la Culture, ministère de la Culture et des Sports d'Israël.
- Prix Janet et George Jaffin en 2008 pour l'excellence dans les arts visuels, Fondation culturelle Amérique-Israël, Israël.
- Prix du jeune artiste 2002, Ministère de la culture et des sports d'Israël.
- 2001 : London Arts Development Fund, Londres, Royaume-Uni.
- 2001 : Artiste en résidence, The Wellcome Trust, Londres, Royaume-Uni.
- 1990 : Certificats d'honneur de Beit Berl pour l'excellence artistique et les réalisations académiques, Israël.

## Principales expositions
- 2015 : The Last Voyage Cythera, Front, projet en ligne.
- 2013 : Tout va bien, Máxima Medisch Centrum / Van Abbemuseum, Eindhoven, Pays-Bas.
- 2012 : Rescue, The Israel Museum, Jérusalem, Israël.
- 2012 : Voyage à Cythère, Musée d'histoire de la médecine de Berlin, Berlin[3].
- 2010 : Shift, Aando beaux - arts, Berlin[10].
- 2010 : Shift, Projet Noga Star, Parasite / Diana Dallal, Tel Aviv, Israël[11].
- 2007 : Margalith, Galerie Chelouche, Tel Aviv[12].
- 2005 : Toujours en traitement, Galerie Chelouche, Tel Aviv[13],
- 2002 : Hanging, Musée national des sciences naturelles, Taichung, Taiwan.
- 2001 : Hanging, The Wellcome Trust Building, Londres, Royaume-Uni.
- 1998 : Je vous l'avais dit, Musée d'art contemporain d'Herzliya.

## Galerie

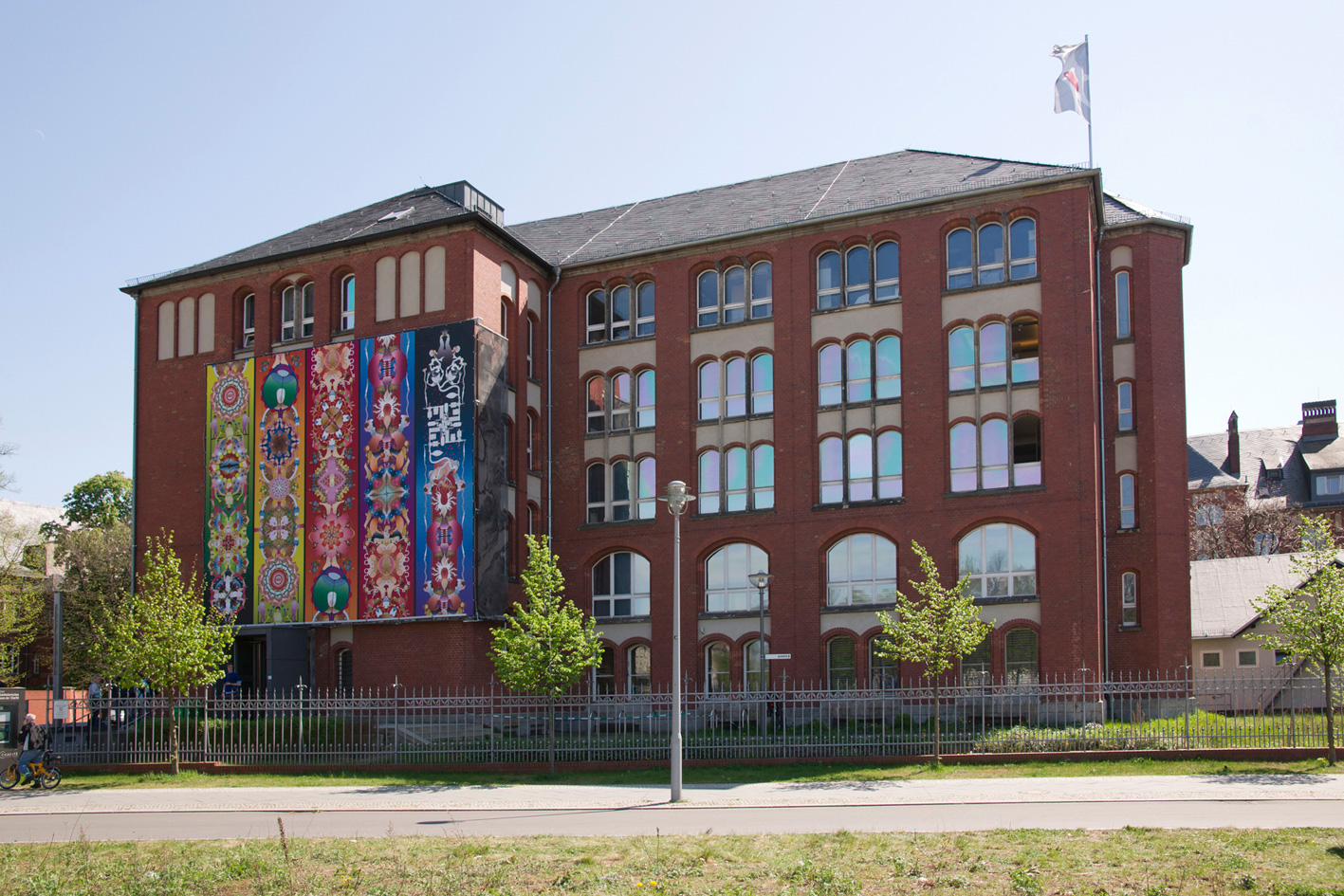
Pendaison au Musée d'histoire de la médecine de Berlin, Charité
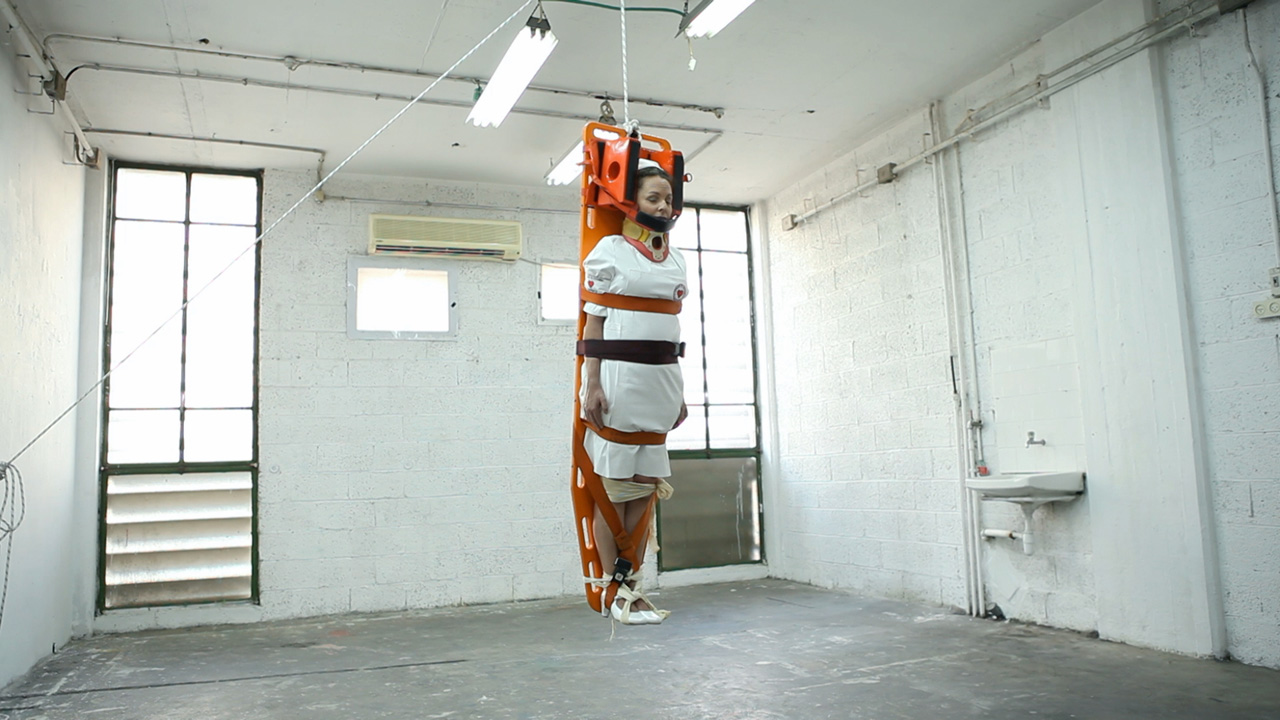
Rescue
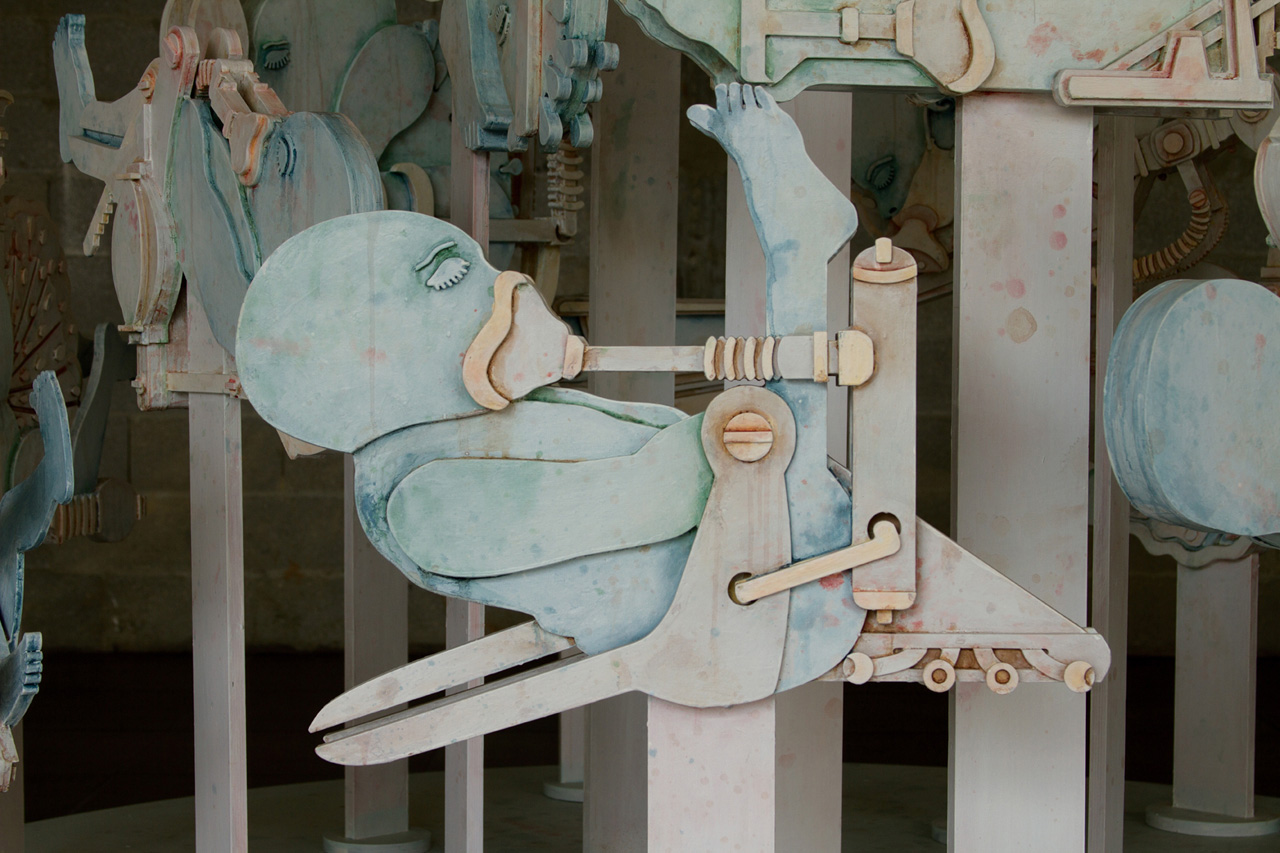
Still Life